# Perilitus pilatus
Perilitus pilatus är en stekelart som först beskrevs av Loan 1979.  Perilitus pilatus ingår i släktet Perilitus och familjen bracksteklar. Inga underarter finns listade i Catalogue of Life.